# Orde van Militaire Verdienste (Brazilië)

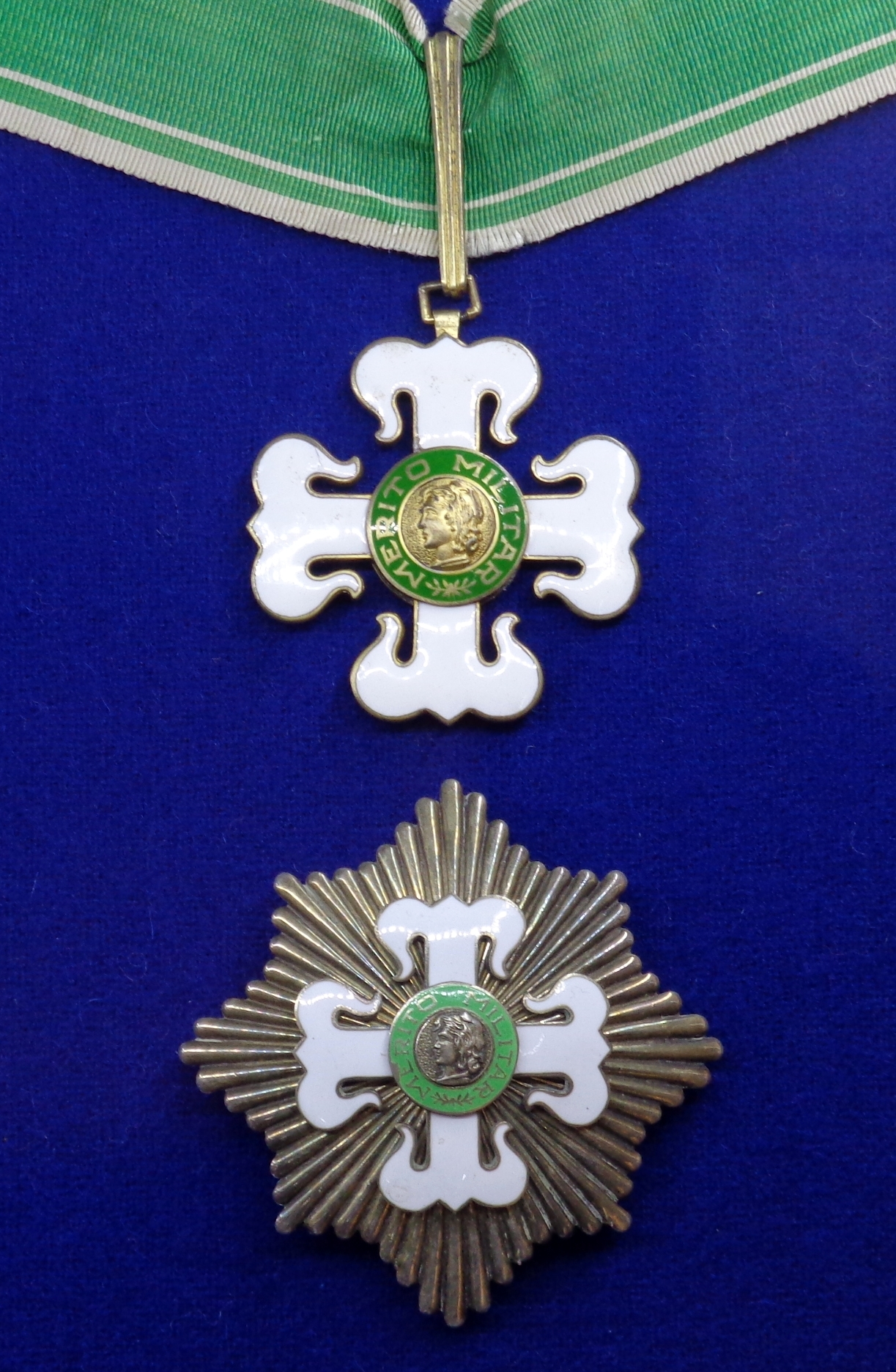
Grootofficier

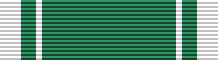
Lint

De Orde van Militaire Verdienste (Portugees:"Ordem do Mérito Militar") is een op 11 juli 1934 ingestelde Braziliaanse Ridderorde die voor het leger bestemd is. De Orde wordt ook verleend aan burgers en vreemdelingen die zich voor de Braziliaanse landstrijdkrachten verdienstelijk maakten. 
De Orde kent vier graden:
- Grootkruis
- Grootofficier
- Commandeur
- Ridder

## Gedecoreerden
- Jacob Devers, (Grootkruis)